# Geert Van Oyen
Geert Van Oyen est un théologien et exégète flamand spécialisé dans le Nouveau Testament.

## Biographie
Geert Van Oyen étudie la philosophie et la théologie au Grand séminaire de Bruges et obtient une candidature en philologie classique ainsi qu'une licence en théologie à la Katholieke Universiteit Leuven en 1987. Après deux années comme enseignant au Grand Séminaire de Malole à Kananga en République démocratique du Congo, il obtient son doctorat à Leuven avec une thèse sur le doublet de la multiplication dans l’Évangile selon Marc, sous la direction de Frans Neirynck.
Cette thèse est récompensée par le Prix Mgr Joseph Coppens de la Koninklijke Vlaamse Academie van België voor Wetenschappen en Kunsten en 2000. Geert Van Oyen travaille ensuite pendant cinq ans comme chercheur postdoctoral au Fonds Wetenschappelijk Onderzoek (FWO).
De 2000 à 2008, il est professeur à la Faculté de théologie de l'Université d'Utrecht. Depuis septembre 2008, il est professeur à la Faculté de théologie et d’étude des religions de l’Université catholique de Louvain à Louvain-la-Neuve, où il est président de l’institut de recherche RSCS (2019-2021, 2024-2026) et doyen (2021-2024).

## Recherche
Les recherches de Geert Van Oyen portent principalement sur les Évangiles canoniques, en particulier l’Évangile de Marc, sur le livre de l’Apocalypse et sur les évangiles apocryphes de l’enfance de Jésus. Formé à la critique historique et rédactionnelle, il a enrichi son approche par la narratologie pour mieux comprendre le sens des textes bibliques pour les lecteurs d’aujourd’hui.
Son livre De Marcuscode (2005) remporte le prix du livre religieux en Flandre, et est traduit en français, anglais et portugais.

## Affiliations
Geert Van Oyen est membre de la Society for New Testament Studies (SNTS), de la Society of Biblical Literature (SBL) et du Studiosorum Novi Testamenti Conventus. Il a été président du RRENAB (2014-2018) et, depuis 2022, il est membre de la European Academy of Arts and Sciences.

## Publications

### Monographies
- Van Oyen, Geert (2013). Reading the Gospel of Mark as a Novel. Eugene, OR: Wipf and Stocks.
- Van Oyen, Geert (2011). Lire l'évangile de Marc comme un roman (Le livre et le rouleau, 38). Bruxelles: Lessius, 175 p.
- Van Oyen, Geert (2006). Marcus mee maken. Vlaams Bijbelstichting - Acco: Leuven, 250 p.
- Van Oyen, Geert (2005). De Marcuscode. Altiora - Kok: Averbode – Kampen, 204 p.
- Van Oyen, Geert (2004). Jezus toen en nu en dan. VBS - Acco: Leuven, 164 p.
- Van Oyen, Geert (2001). De lezers van het Marcusevangelie (Utrechtse theologische reeks, 43). Faculteit Godgeleerdheid: Utrecht, 30 p.
- Van Oyen, Geert (1999). The interpretation of the feeding miracles in the gospel of Mark (Collecteana biblica et religiosa antiqua, 4). Bruxelles: Koninklijke Vlaamse Academie van België voor Wetenschappen en kunsten, xii-252 p. Comptes-rendus dans : NRT 123 (2001) 454, SNTU (2001) 252-253, ETL 78 (2002) 208-209, TorontoJT 17 (2001) 298-299, EstBib 60 (2002) 415-417, JTS 52 (2001) 1006-1007.

- Van Oyen, Geert (1993). De studie van de Marcusredactie in de twintigste eeuw (Studiorum Novi Testamenti Auxilia, 18). Peeters: Leuven. = (Verhandelingen van de Koninklijke Academie voor Wetenschappen, Letteren en Schone Kunsten van België. Klasse der Letteren, 147). Paleis der Academiën: Bruxelles, 397 p. Compte-rendus dans : Theological Studies 46 (1995) 625-626; Theologische Rundschau 69 (2004).

- Van Oyen, Geert (1987). De summaria in Marcus en de compositie van Mc 1,14-8,26 (Studiorum Novi Testamenti Auxilia, 12). Peeters: Leuven, 258 p. Résumés et compte-rendus dans : CBQ 51 (1989) 760-762 (lien); JBL 108 (1989) 729-730; RHE 83 (1988) 758-759; RivBib 37 (1989) 371-374; RSR 77 (1989) 404; ETL 64 (1988) 415-428.

### Ouvrages édités
- Van Oyen, Geert – Shively, Elizabeth (ed.) (2016). Communication, Pedagogy and the Gospel of Mark. Atlanta, GA: SBL, 228 p.
- Burnet, Régis – Luciani, Didier – Van Oyen, Geert (ed.) (2016). The Epistle to the Hebrews. Writing at the Borders (Contributions to Biblical Exegesis and Theology, 85). Leuven: Peeters, viii-267 p.
- Burnet, Régis – Luciani, Didier – Van Oyen, Geert (ed.) (2013). Le lecteur de la Bible (Bibliotheca Ephemeridum Theologicarum Lovaniensium, 273). Leuven: Peeters, xiv-530 p.
- Van Oyen, Geert – Shepherd, Tom (ed.) (2012). Resurrection of the Dead. Biblical Traditions in Dialogue (Bibliotheca Ephemeridum Theologicarum Lovaniensium, 249). Leuven: Peeters, xvi-632 p.
- Van Oyen, Geert – Wénin, André (ed.) (2012). La surprise dans la Bible. Hommage à Camille Focant (Bibliotheca Ephemeridum Theologicarum Lovaniensium, 247). Leuven: Peeters, 474 p.
- Delville, Jean-Pierre – Christians, Louis-Léon – Cornu, Philippe – Lesch, Walter – Van Oyen, Geert (ed.) (2012). Mutations des religions et identités religieuses (Théologie). Paris: Mame, 441 p.
- Van Oyen, Geert (ed.) (2008). Albert Schweitzer. Voor het leven. Budel: Damon, 160 p.
- Van Oyen, Geert – Kevers, Paul (ed.) (2006). De apocriefe Jezus. Leuven: VBS – Acco, 218 p.
- Van Oyen, Geert – Shepherd, Tom (ed.) (2006). The trial and death of Jesus. Essays on the Passion narrative in Mark (Contributions to Biblical Exegesis and Theology, 45). Leuven: Peeters, x-268 p.
- Van Oyen, Geert (ed.) (2005). Een tip van de sluier. Vier wegen naar het boek Openbaring (Utrechts theologische reeks, 52). Utrecht: Faculteit Godgeleerdheid, 63 p.
- van der Horst, Pieter – Menken, Maarten – Smit, Joop – Van Oyen, Geert (ed.) (2003). Persuasion and dissuasion in early Christianity, ancient Judaism, and Hellenism (Contributions to Biblical Exegesis and Theology, 45). Leuven-Paris-Dudley: Peeters, 214 p.
- Van Oyen, Geert (ed.) (2001). Het boek Openbaring: een eindeloos verhaal. Leuven - Leusden: Vlaamse Bijbelstichting – Acco, 188 p.
- Van Oyen, Geert (ed.) (1996). De tijd is rijp. Marcus en zijn lezers toen en nu. Vlaamse Bijbelstichting - Acco: Leuven, 216 p.
- Neirynck, Frans – Verheyden, Joseph – Van Segbroeck, Frans – Van Oyen, Geert – Corstjens, Rita (ed.) (1992). The Gospel of Mark. A cumulative bibliography 1950-1990 (Bibliotheca Ephemeridum Theologicarum Lovaniensium, 102). Leuven: Peeters, xii-717 p.

## Distinctions
- Prix Mgr Joseph Coppens, 2000.
- Prix du livre religieux en Flandre, 2005 (pour De Marcuscode).